# Eicca Toppinen
Eino Matti „Eicca” Toppinen (ur. 5 sierpnia 1975 w Vantaa) – fiński muzyk, kompozytor i multiinstrumentalista, znany głównie jako wiolonczelista. Lider i współzałożyciel zespołu Apocalyptica.
Na wiolonczeli zaczął grać w wieku 9 lat, jednocześnie ucząc się grać na perkusji. Absolwent Akademii Sibeliusa. Początkowo wykonywał w zespole partie gitary basowej, obecnie gra solówki. W 2008 roku Toppinen otrzymał nagrodę Jussi 2007 za ścieżkę dźwiękową do filmu Czarny lód.
W 1997 roku ożenił się z fińską aktorką Kirsi Ylijoki, z którą ma dwóch synów: Eelis (ur. 1999) i Ilmari (ur. 2002).

## Twórczość
- „Indigo” (muz. Eicca Toppinen, Perttu Kivilaakso, libretto: Sami Parkkinen, Suomen Kansallisooppera, Helsinki, 2016)[6][7]

## Instrumentarium
- Terzi Antivarius (wiolonczela)[8]
- Bendikt Lang (1984) (wiolonczela)[8]
- Wilson/Benedek (1988) (smyczek)[8]
- Tourte (smyczek)[8]
- Jargar Forte (struny)[8]

## Dyskografia
- 4R – Not For Sale (1997, gościnnie)[9]
- Stratovarius – Destiny (1998, gościnnie)[10]
- Sanna Kurki-Suonio – Musta (1998, gościnnie)[11]
- Kaija Kärkinen & Ile Kallio – Kaikki Oikeudet (2000, gościnnie)[12]
- HIM – Deep Shadows and Brilliant Highlights (2001, gościnnie)[13]
- Timo Rautiainen & Trio Niskalaukaus – Hartes Land (2004, gościnnie)[14]
- Grip Inc. – Incorporated (2004, gościnnie)[15]
- Timo Rautiainen & Trio Niskalaukaus – Kylmä Tila (2004, gościnnie)[16]
- Timo Rautiainen & Trio Niskalaukaus – Tilinteon Hetki (2006, gościnnie)[17]
- Eicca Toppinen – Music For The Movie Black Ice (2007)[18]
- Tuure Kilpeläinen Ja Kaihon Karavaani – Valon Pisaroita (2010, gościnnie)[19]
- The Blanko – Into The Silence (2013, gościnnie)[20]
- Ismo Alanko – Maailmanlopun Sushibaari (2013, gościnnie)[21]
- Cherry & The Vipers – Cherry & The Vipers (2013)[22]